# Коуэлл, Крессида
Крессида Коуэлл (англ. Cressida Cowell; урождённая Хэар; 15 апреля 1966 года, Лондон, Великобритания) — британская писательница, автор книг для детей. Известность ей принесла экранизация её книги — анимационный фильм «Как приручить дракона». Коуэлл сама создаёт иллюстрации к своим книгам.
Крессида Коуэлл родилась в семье пэра Англии, Майкла Джона Хэра, виконта Блэкенхема (англ. Michael John Hare, 2nd Viscount Blakenham) и Марши Персифоны Хэар (англ. Marcia Persephone Hare), которая также происходила из рода наследственных пэров. Крессида Коуэлл живёт и работает в Лондоне. Она замужем и у неё трое детей: дочери Мэйзи и Клементина и сын Александр.

## Произведения

### СерияКак приручить дракона
- Иккинг, Викинг, которого укачивало (англ. Hiccup, the Viking who was Seasick)
- Как приручить дракона (англ. How to Train Your Dragon), (2003)[2]
- Как стать пиратом (англ. How to Be a Pirate), (2004)[2]
- Как говорить по-драконьи (англ. How to Speak Dragonese), (2005)[2]
- Как перехитрить дракона (англ. How to Cheat a Dragon's Curse), (2006)[2]

- Как приручить викинга (англ. How to Train Your Viking), (2006)[3]
- Как разбудить дракона (англ. How to Twist a Dragon's Tail), (2007)
- Как одолеть дракона (англ. A Hero's Guide to Deadly Dragons), (2008)
- Как разозлить дракона (англ. How to Ride a Dragon's Storm), (2008)
- Как освободить дракона (англ. How to Break a Dragon's Heart), (2009)
- Как украсть драконий меч (англ. How to Steal a Dragon's Sword), (2011)
- The Day of the Dreader, (2012)
- Как украсть драконий камень (англ. How to Seize a Dragon's Jewel), (2012)
- Как предать героя (англ. How to Betray a Dragon's Herol)
- Как спасти драконов
- How to Fight a Dragon’s Fury, (2015)
- The Complete Book of Dragons: A Guide to Dragon Species, (2014)

### СерияЭмили Браун
- Сей кролик принадлежит Эмили Браун (англ. That Rabbit Belongs to Emily Brown)
- Эмили Браун и Нечто (англ. Emily Brown and the Thing)
- Эмили Браун и происшествие со слоном (англ. Emily Brown and the Elephant Emergency)

### СерияВолшебники страны однажды
- Волшебники страны однажды
- Волшебники страны однажды: Двойная магия
- Wizards of once: Knock three times
- Wizards of once: Never and forever

### Вне серий
- Little Bo Peep’s Troublesome Sheep
- Don’t Do That Kitty Kilroy
- What Shall We Do with the Boo-Hoo Baby
- There’s No Such Thing as a Ghostie!